# Лерман, Семён Эммануилович
Семён Маневич (Эммануилович) Лерман (16 июля 1923, Харьков — 9 ноября 2009, Нижний Новгород) — советский и российский театральный актёр, режиссёр, педагог, народный артист РСФСР.

## Биография
Семён Эммануилович Лерман родился 16 июля 1923 года в Харькове в семье служащего Эммануила Семёновича Лермана и домохозяйки Цецилии Семёновны Лерман. Занимался в школьном драматическом кружке. После окончания школы подал документы в Ленинградское военно-морское училище, но вскоре началась Великая Отечественная война.
С началом войны учился на ускоренных курсах сначала в авиатехническом, а затем в артиллерийском военных училищах. Воевал лейтенантом 395-й Таманской дивизии 968-го артиллерийского полка.
В 1946—1950 годах учился в Харьковском театральном институте. В 1951—1954 годах закончил режиссёрский факультет того же института. С 1948 года, будучи студентом, начал играть в Горьковском театре драмы, а с 1950 года вошёл в труппу театра. В 1964 году дебютировал как режиссёр, поставив пьесу «Коллеги» В. Аксёнова.
В 1964—1973 годах в Государственный русский драматический театр Эстонской ССР в Таллине.
В 1973—1982 годах был режиссёром Горьковского театра драмы.
В 1983—2009 годах служил главным режиссёром Нижегородского театра «Комедія».
Преподавал в Горьковском (позже Нижегородском) театральном училище.
Умер 9 ноября 2009 года в Нижнем Новгороде, похоронен на кладбище «Марьина Роща».

## Награды и премии
- Орден Красной Звезды (1944), медали.
- Орден Отечественной войны I степени (1985).
- Заслуженный деятель искусств Эстонской ССР (1969).
- Народный артист РСФСР (1986).
- Лауреат премии имени Н. И. Собольщикова-Самарина за выдающиеся достижения в развитии театрального искусства Нижегородской области (2000).
- Лауреат премии Нижнего Новгорода за режиссуру спектакля «Дорога цветов» В. Катаева (2003).
- Лауреат премии Нижнего Новгорода за режиссуру спектакля «Хапун» В. Ольшанского по повести В. Г. Короленко «Судный день» (2006).
- Премия «Золотая маска» в номинации «За честь и достоинство» (2009).

## Работы в театре

### Актёр

#### Нижегородский театр «Комедія»
- 1995 — «Нехорошая квартира» по роману М. Булгакова «Мастер и Маргарита» (реж. С. Лерман) — Воланд

### Режиссёр

#### Горьковский театр драмы
- 1972 — «В этом милом старом доме» А. Арбузова
- 1975 — «Мера за меру» В. Шекспира
- 1975 — «Помощник прокурора» А.Чхеидзе
- 1976 — «Сирано де Бержерак» Э. Ростана
- 1978 — «Иудушка Головлёв» М. Салтыкова-Щедрина
- 1979 — «Похождения Бальзаминова» А. Островского
- 1979 — «Мамаша Кураж» Б. Брехта
- 1980 — «Укрощение строптивой» В. Шекспира
- 1980 — «Ретро» А. Галина
- 1992 — «Ваша сестра и пленница» Л. Разумовской

#### Нижегородский театр «Комедія»
- 1984 — «Любовь и голуби» В. Гуркина
- 1985 — «Деньги, любовь, коварство» М. Зощенко
- 1987 — «Девки» Н. Кочина
- 1988 — «Чёрный человек, или Я, бедный Сосо Джугашвили» В. Коркия
- 1988 — «Собачье сердце» М. Булгакова
- «Как вам это понравится» У. Шекспира
- «Сеанс чёрной магии» по «Плодам просвещения» Льва Толстого
- 1994 — «Амурные похождения Бальзаминова» А. Н. Островского
- «Золотой осёл» Апулея
- 1995 — «Нехорошая квартира» по роману М. Булгакова «Мастер и Маргарита»
- 1995 — «Ревность по-испански»
- 2000 — «Веронские любовники» Г. Горина
- 2001 — «Кьоджинские перепалки» Карло Гольдони
- 2001 — «Волки и овцы» А. Н. Островский
- 2003 — «Дорога цветов» В. Катаева
- 2005 — «Хапунъ» В. Ольшанского
- 2007 — «Школа влюблённых» по пьесе Ж.-Б. Мольера «Плутни Скапена»
- 2008 — «Госпожа Министерша»
- 2009 — «Чехарда» по рассказам А. П. Чехова